# Crustomyces
Crustomyces — рід грибів родини Cystostereaceae. Назва вперше опублікована 1978 року.

## Класифікація
До роду Crustomyces відносять 6 видів:
- Crustomyces expallens
- Crustomyces heteromorphus
- Crustomyces indecorus
- Crustomyces pini-canadensis
- Crustomyces stratosus
- Crustomyces subabruptus